# Campsurus fuliginatus
Campsurus fuliginatus is een haft uit de familie Polymitarcyidae. De wetenschappelijke naam van de soort werd voor het eerst geldig gepubliceerd in 2013 door Molineri en Salles. 